# Mary Toft
Mary Toft (hay là Tofts, nhũ danh: Denyer; sinh khoảng 1701–1763) là một người phụ nữ đến từ Godalming, Surrey, Anh Quốc. Bà nổi tiếng vào năm 1726 khi lừa các bác sĩ thời đó rằng mình đẻ ra những con thỏ.Trong trường hợp của Mary Toft, vào năm 1726, cô đã thuyết phục được phần lớn nước Anh rằng cô đang sinh ra những con thỏ. Đây là cách nó đã xảy ra:
Mary Toft là một phụ nữ 25 tuổi nghèo, ít học, sống ở Surrey. Vào tháng 8, cô bị sảy thai, nhưng dường như vẫn có thai. Và vào tháng 9, cô được cho là đã sinh ra một thứ trông giống như một con mèo không gan.
John Howard, một bác sĩ sản khoa, được kêu gọi để điều tra và khi đến nơi, Toft dường như sản xuất nhiều bộ phận động vật từ tử cung của cô.
Sau khi sinh được một cái đầu thỏ, chân mèo và chín con thỏ con đã chết, Howard quyết định tìm kiếm ý kiến y tế của một số bác sĩ nổi tiếng nhất của đất nước. Ông đã viết thư cho nhiều chuyên gia và cuối cùng đã đến được nhà vua.
Mary Toft sau đó trở thành một người nổi tiếng quốc gia. Mọi người đề nghị trả tiền để gặp cô, và cô được chuyển đến một ngôi nhà đẹp hơn để cô có thể được kiểm tra chặt chẽ hơn bởi các chuyên gia y tế từ xa - một số người đã được chính nhà vua tò mò gửi đến.
Nhiều tuần trôi qua, Toft tiếp tục sản xuất các bộ phận của động vật: bàng quang của một con lợn và dĩ nhiên là có nhiều thỏ hơn.
Đối mặt với một số hoài nghi, cô ấy giải thích rằng cô ấy đã đuổi theo một vài con thỏ một ngày và sau đó mơ về cùng một con thỏ đêm đó. Cô đã thức dậy từ sự phản ứng này bởi một sự phù hợp kỳ lạ, và đã sinh ra những con vật đã chết kể từ đó. Đi hình.

Mặc dù một số bác sĩ đã bị thuyết phục về hiện tượng kỳ diệu này, nhiều người đã không bị lừa. Một người tìm thấy những mẩu cỏ khô và cỏ trong bụng thỏ và một người khác tìm thấy một người hầu lẻn một chú thỏ nhỏ vào phòng của Mary Toft.
Toft sau đó bị bắt giam vì chơi khăm cả nước.
Đối mặt với lời khai của người hầu, ngôi sao mới vẫn không chịu thú nhận. Đó là, cho đến khi cảnh sát đề nghị cô trải qua một cuộc phẫu thuật đau đớn để cộng đồng khoa học có thể hiểu đầy đủ hơn về cách tử cung ma thuật của cô hoạt động.
Mary Toft sau đó bị tống vào tù, nơi nhiều khách du lịch tiếp tục đến thăm cô - bị hấp dẫn bởi một người phụ nữ sẽ thực hiện một pha nguy hiểm tuyệt vọng như vậy.
Sau đó, người ta đã tiết lộ rằng vào ban đêm, mẹ chồng của Toft đã giúp người phụ nữ trẻ gặp rắc rối rõ ràng sắp xếp các con vật theo cách cho phép các bác sĩ có thể giao chúng vào sáng hôm sau. Như bạn có thể tưởng tượng, hành động đó đã gây ra nhiễm trùng nghiêm trọng.
Nhưng Toft ở lại trong slammer là ngắn gọn. Các bác sĩ và các nhà khoa học đã xem sự lan truyền của câu chuyện là một sự bối rối cho toàn bộ lĩnh vực và đất nước của họ. Họ đã được Toft ân xá, với hy vọng rằng cô sẽ rút lui khỏi mắt công chúng và mờ dần đi.
Điều đó đã không chính xác xảy ra, mặc dù: Câu chuyện của Toft tiếp tục xuất hiện trở lại trong nghệ thuật và văn học - thậm chí còn xuất hiện trong các tác phẩm của Jonathan Swift, tác giả nổi tiếng của Gulliver's Travels.
Thật khó để tưởng tượng tại sao bất cứ ai cũng muốn kéo một người đóng thế như thế này. Nhưng ngay cả với khám phá của mình, dường như Mary Toft đã có được thứ cô ấy muốn: Một lối thoát khỏi sự ẩn danh.
Rốt cuộc, ở đây chúng tôi đang viết về cô ấy gần 300 năm sau. Và khi bà qua đời vào năm 1763, cáo phó của bà xuất hiện bên cạnh những người nổi tiếng và chính khách nổi tiếng nhất thời đó.
Tất cả vì đã sinh ra con thỏ giả.
Nếu bạn nghĩ rằng pha nguy hiểm này là thú vị, hãy kiểm tra bảy trò lừa bịp trên thế giới hoặc bốn trong số những trò đùa tinh vi nhất từng được thực hiện.